# Scopula pyrrhochra
Scopula pyrrhochra là một loài bướm đêm trong họ Geometridae.